# Observatoire naturaliste des écosystèmes méditerranéens

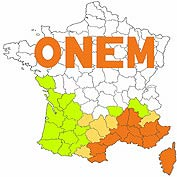

L'Observatoire naturaliste des écosystèmes méditerranéens (ONEM) est un réseau de personnes physiques fondé en décembre 2004. L'observatoire, officialisé par un statut associatif loi de 1901, fonctionne selon une démarche coopérative. Il couvre tout le territoire méditerranéen français, qui concerne vingt départements. Il semble néanmoins inactif depuis 2012.

## Histoire
L'association est née d'un constat de lacunes dans certaines domaines de la connaissance naturaliste et de difficultés dans l'échange des connaissances sur la nature et sur les écosystèmes dans l'espace méditerranéen français. 

L'activité de l'ONEM s'articule autour de plusieurs thématiques :
- l'animation d'enquêtes naturalistes participatives et dynamiques (avec le suivi d'espèces telles que la Magicienne dentelée (Saga pedo), le Scorpion languedocien (Buthus occitanus), la Diane, la Proserpine et les Aristoloches qui leur servent de plante-hôte, la Libellule purpurine (Trithemis annulata), les Cigales de France, les Hippocampes, les Crustacés branchiopodes, la Scolopendre méditerranéenne (Scolopendra cingulata), les sauterelle cavernicoles, Quatre escargots méditerranéens, le Frelon asiatique (Vespa velutina), le Lézard ocellé (Timon lepidus), le Papillon du palmier (Paysandisia archon).
- la production et la diffusion de connaissances dites libres
- l'utilisation du wikini comme support de travail coopératif

La majeure partie des activités de l'ONEM est regroupée autour d'une plate-forme Internet, alimentée directement par les membres du réseau. 
Environ trois mille personnes ont participé aux différents programmes participatifs de l'Observatoire de 2004 à 2009.

## Sciences citoyennes et participatives
L'ONEM est porteur d'un projet de sciences citoyennes et participatives. Plus qu'une simple association, l'ONEM est un outil d'échanges et de travail permettant une meilleure prise en compte de la biodiversité dans les instances de décision d'aménagement du territoire dans le midi méditerranéen. Le réseau peut donc jouer un rôle citoyen (au sens d'acteur de l'avenir de la société) en proposant la participation du plus grand nombre à ses programmes.

## Liens avec les institutions publiques régionales
Les liens entre l'ONEM et les instances régionales (administrations et collectivités territoriales) sont actuellement très limités. D'une part, les membres du réseau souhaitent conserver une certaine indépendance vis-à-vis des sphères officielles régionales et d'autre part, les institutions publiques méconnaissent complètement les travaux de l'ONEM, du fait de son statut de « réseau de personnes physiques » et du manque de visibilité du réseau en termes de masse budgétaire – les travaux de l'ONEM sont tous produits gratuitement. Malgré tout, l'ONEM a pu contribuer à différents programmes régionaux officiels tels que les opérations régionales de modernisation des ZNIEFF, ou la définition des schémas régionaux de la biodiversité.
À l'heure actuelle[Quand ?], l'ONEM participe activement à la structuration et à l'émergence de portails naturalistes dynamiques régionaux (pilotés par la LPO en région PACA et par le CEN-LR en région Languedoc-Roussillon).[réf. nécessaire]